# فران کاراسیچ
فران کاراسیچ (انگلیسی: Fran Karačić؛ زادهٔ ۱۲ مهٔ ۱۹۹۶) بازیکن فوتبال اهل استرالیا است.